# Citroën C4 Picasso
Citroën C4 Picasso je MPV představené francouzskou automobilkou Citroën v září 2006 na Pařížském autosalonu. V současné době se vyrábí již jeho druhá generace

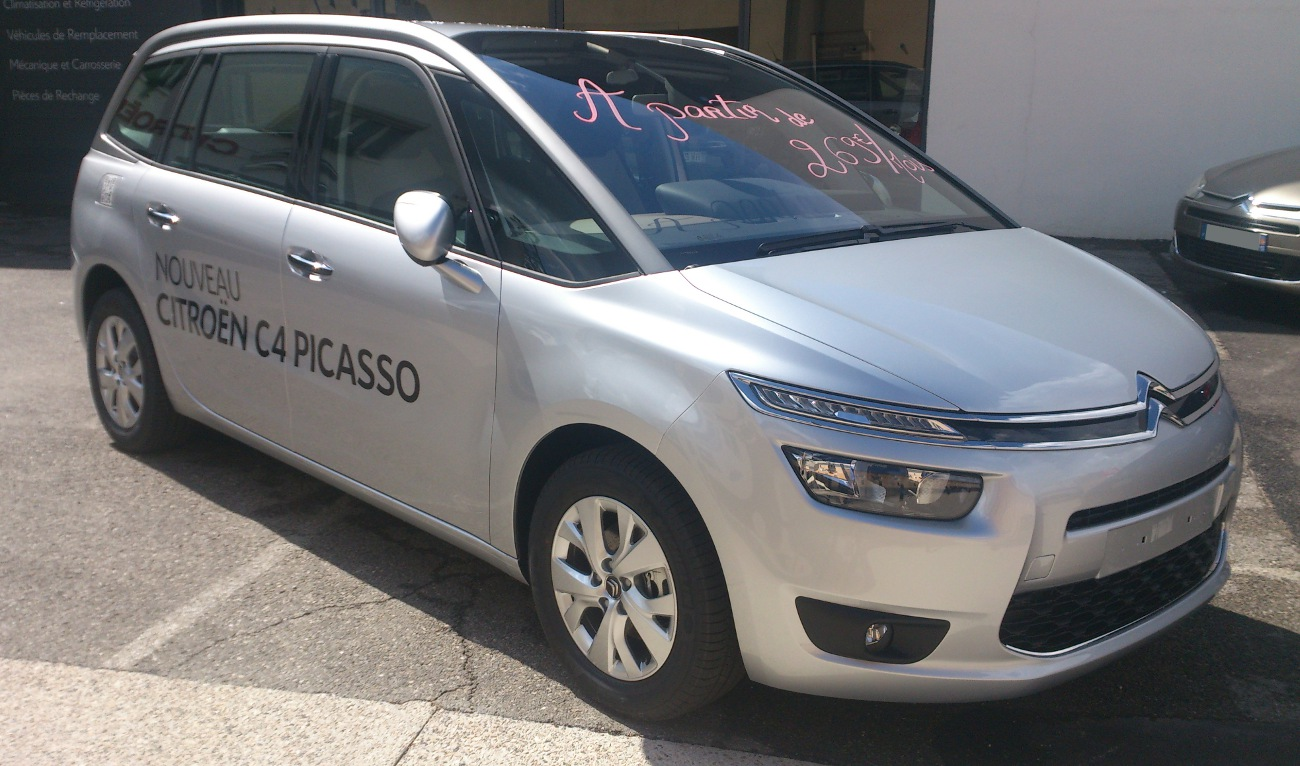
Citroen Grand C4 druhé generace

## První generace (2006–2013)
Model C4 Picasso je nabízen v benzínových verzích 1,6 VTi 16V 88 kW (122k) a 2,0i 16V 103 kW (143k) či dieselových verzích 1,6 HDi 88 kW (110k), 2,0 HDi 100 kW (138k) a 2.0 HDi 110 kW.
Zavazadlový prostor pojme od základních 500 litrů až po 1734 litrů se sklopenými sedadly ve 2. řadě.
C4 Picasso je vyvinutý na stejné platformě jako Grand C4 Picasso, jež získal 5 hvězdiček v nárazových testech EuroNCAP. Zároveň zahrnuje 7 sériových airbagů včetně kolenního airbagu řidiče, inovační zesílenou strukturu, 4 sedadla Isofix či akustickou signalizaci nezapnutých bezpečnostních pásů na všech místech.
Ve výbavě může být např. individuální regulace přívodu vzduchu, čidlo kvality vzduchu či kompletní hifi systém a obrazovky pro video zasunovatelné do opěradel předních sedadel. V zavazadlovém prostoru může být zabudován odnímatelný vozík „Modubox“ usnadňující manipulaci s nakládanými věcmi.

### Modely
- Attraction
- Business +
- Comfort
- Edition
- 'Exclusive'  - vrcholná verze s největším rozsahem funkcí a nejvyšší cenou. Kromě standardní výbavy zahrnuje: bi-Xenonové směrové světlomety, sametové sedadla s nastavitelnou bederní podporou, panoramatickou střechu (volitelná pro všechny modely), laminovaná a tónovaná skla, hlídač tlaku pneumatik. Výsadní technikou nejen tohoto modelu bylo hydropneumatické odpružení podvozku, které zaručovalo cestujícím vysoký standard komfortu jízdy. Je také možné si připlatit za metalický lak a kožený styl interiéru
- Exclusive +
- Intensive
- Lounge
- LX
- Platinum
- SX
- VTR
- VTR +

### Limitované a Speciální Edice
- Millennium

## Druhá generace (2013–2022)
Druhá generace se vyrábí od roku 2013
V roce 2016 se vůz dočkal faceliftu. Změny se dotkly podoby světel, nárazníku, mlhovek a nových barev karoserie. Picasso se dočkalo nových úspornějších motorů a modernizace multimediálního systému a systémů, které zvyšují bezpečnost řidiče za volantem.